# Max Hartung
Maximilian "Max" Hartung (ur. 8 października 1989 w Akwizgranie) – niemiecki szablista, trzykrotny medalista mistrzostw świata i wielokrotny medalista mistrzostw Europy.
W 2006 roku zdobył brąz drużynowo na mistrzostwach świata juniorów w Taebaek. Wynik ten powtórzył na rozgrywanych dwa lata później mistrzostwach świata juniorów w Acireale. Ponadto zdobył złoto indywidualnie i brąz drużynowo na mistrzostwach świata juniorów w Belfaście.
Podczas mistrzostw świata w Antalyi w 2014 roku Niemcy w składzie: Max Hartung, Nicolas Limbach, Matyas Szabo i Benedikt Wagner zdobyli złoty medal w turnieju drużynowym. Na mistrzostwach świata w Moskwie rok później razem z kolegami z reprezentacji zdobył brązowy medal. W turnieju indywidualnym także zajął trzecie miejsce; wyprzedzili go jedynie Rosjanin Aleksiej Jakimienko i Daryl Homer z USA.
Wystartował na igrzyskach olimpijskich w Londynie w 2012 roku, gdzie indywidualnie odpadł w ćwierćfinałach, a drużynowo był piąty. Na rozgrywanych cztery lata później igrzyskach olimpijskich w Rio de Janeiro był dziesiąty w turnieju indywidualnym. Brał też udział w igrzyskach olimpijskich w Tokio w 2020 roku, gdzie indywidualnie ponownie był dziesiąty, a drużynowo zajął czwarte miejsce.
Zdobył drużynowo brązowy medal na mistrzostwach Europy w Lipsku (2010). Drużynowo zdobył następnie złote medale na mistrzostwach Europy w Montreaux (2015) i mistrzostwach Europy w Düsseldorfie (2019), srebrny na mistrzostwach Europy w Sheffield (2011) oraz brązowy na mistrzostwach Europy w Legnano (2012), mistrzostwach Europy w Strasburgu (2014) i mistrzostwach Europy w Novim Sadzie (2018). Ponadto zdobywał medale w turniejach indywidualnych: złote na ME w Tbilisi (2017) i ME w Novim Sadzie (2018), srebrny na ME w Montreux (2015) oraz brązowe na ME w Sheffield (2011) i ME w Düsseldorfie (2019).